# 真夜中の訪問者
真夜中の訪問者（まよなかのほうもんしゃ）は、ミュージックバード for コミュニティFMで放送されている番組。当番組はネットを行うコミュニティ放送局、またはサイマルラジオほかのストリーミングサービスから聴取する必要がある。

## 2019年3月までの概要
2018年度（2018年4月から2019年3月）までの番組編成には「平日版」と「土曜版」があった。成り立ちが異なるため、それぞれ記述する。

### 平日版
平日版は深夜24:00 - 25:00（火曜日から土曜日の0:00 - 1:00）に放送される60分番組をまとめたレーベル。過去には30分番組も放送されていた。
2014年9月までは『MUSIC CONNECTION』や『コッキーポップ・プレミアム』が帯番組として放送されていたが、同年10月の改編で曜日毎に異なる番組が開始、ないしは枠移動されて放送されるようになった。
2017年4月の改編で一部番組入れ替えが行われると同時に『真夜中の訪問者』というレーベル名がつくことになり、以降も不定期ではあるものの改編ごとに新番組の開始や枠移動に伴う番組の入れ替えが行われていた。
なお、2018年4月から同年12月までは、火曜日が『真夜中の訪問者』として土曜版に準じた内容で放送されていた。

#### 平日版で放送されていた番組
本節では平日版レーベルで放送されていた2017年4月から2019年3月までに放送された番組を述べる。括弧内は平日版レーベルで放送されていた期間である。
◇印は平日版レーベルが開始される前から放送されている（もしくは、放送されていた）番組
◎印は平日版レーベルが終了した2019年4月以降も引き続き放送されている番組（2022年4月時点）
- （火）新井栄一のピアノ・ノスタルジア（2017年10月～2018年3月）
- （火）露崎春女のNatural Woman（2019年1月～2019年3月）◇
  - 2018年12月までは土曜日19時台に放送されていたが、2019年1月に枠移動。平日版レーベル終了後も引き続き放送されていたが、2020年9月をもって放送を終了した。
- （水 0:00）るーりぃ♥みーなのuki ukiルミナス☆（2017年4月～2018年12月）◇
  - 2017年3月までは水曜日20時台前半（20:00～20:30）に放送されていたが、平日版レーベル開始に合わせて枠移動
- （水 0:30）中村繪里子 キラとき☆（2017年4月～2018年12月）◇
  - 2017年3月までは水曜日20時台後半（20:30～20:55）に放送されていたが、平日版レーベル開始に合わせて枠移動
- （水）大﨑潔の歌謡日にプレイバック（2019年1月～2019年3月）
  - 本番組に関しては平日版レーベル終了後も引き続き放送され、2019年6月をもって放送を終了した。
- （木）宮野寛子のComfortな時間（2017年4月～2019年3月）◇
  - 2017年3月までは水曜日に放送されていたが、平日版レーベル開始に合わせて木曜日に曜日移動
- （金）澤田かおり Singer Song LadyOh!（2017年4月～2017年9月）
- （金）週刊メディア通信（2017年4月～2019年3月）◇◎
  - 平日版レーベル開始時は火曜日に放送されていたが、2017年10月に金曜日に曜日移動。平日版レーベル終了後も2019年9月までの半年間は同じ時間帯で放送された。その後、同年10月より月曜4時台、2020年10月より火曜0時台、2021年7月より月曜1時台、2022年1月より火曜0時台、同年7月より土曜3時台と時間帯の枠移動を行いながら、2025年7月時点でも放送が継続されている。
- （土）Shingo's Radio Show Night Fever（2017年4月～2019年3月）◇
  - 平日版レーベル開始前の2014年4月より放送開始。平日版レーベル終了後も引き続き放送されていたが、2024年3月をもって放送を終了した。

### 土曜版
土曜日の深夜（日曜早朝）は『アクティブステーションBBS』『Radio Magic NEXT』『まほろばステーション』と名前を変えながら1:00から5:00まで4時間 の生放送を行うのが通例となっていた。
2017年7月に『まほろばステーション』に代わる番組としてスタート。番組紹介は「深夜の大都会に響く男のつぶやきと音楽。」のみにとどめている。開始当初は『まほろばステーション』の放送枠を引き継いでいた が、同年10月の改編で1時枠に『Rili.のドリームエンタメラボ』の放送開始に伴って開始時刻が2:00に繰り下げられ、放送時間が3時間に短縮された。
2018年4月の改編で2:00-3:00の枠に『スリジエStyle』（FMやまと制作）、3:00-3:30の枠に『GOOD BYE APRIL 倉品翔のREMEMBERS』（FMさくだいら制作）がそれぞれ放送開始したことに伴い、開始時刻が3:30に繰り下げられ、放送時間が1時間30分に短縮された。
2018年12月で『Rili.のドリームエンタメラボ』が終了したことに伴い、2019年1月より1時台にも放送。間に『スリジエStyle』と『GOOD BYE APRIL 倉品翔のREMEMBERS』をはさむ2部構成となった。

## 2019年度以降
2019年4月の改編で『GOOD BYE APRIL 倉品翔のREMEMBERS』が1:30-2:00へ枠移動、1:00-1:30の枠に『やまがた愛の武将隊 傾聴出羽ラジオ んだず! / 地球のかたすみからRADIO』（エフエムNCV おきたまGO!制作、隔週毎に交代で放送）が放送を開始したことに伴って1時台の放送が終了し、開始時刻を3:00に繰り上げたことで放送時間が2時間となった。
2019年7月の改編で4:30-5:00の枠に『サイエンスNOW』（エフエムみしま・かんなみ制作）を開始することに伴って終了時刻が4:30に繰り上げられたため、放送時間が半年ぶりに1時間30分 となった。真夜中の訪問者を冠する番組は、2019年4月改編以降はこの枠だけであった。
2020年10月の改編に伴い、同年9月27日をもって放送が一旦終了された が、2021年4月5日から同年3月をもって放送を終了した『たりらーりー』の後継枠として、月曜3時枠で約半年ぶりに放送を再開。同年7月4日からはエフエム世田谷が制作する『ビート・インザ・ボックス～just the beginning～』の時間移動に伴い、月曜3:30からの30分番組に短縮。2022年1月3日からは『ビート・インザ・ボックス～just the beginning～』の放送時間拡大と『週刊メディア通信』の時間移動に伴い、月曜1:30からに変更。同年4月の改編に伴い、同年3月27日をもって再度放送を終了した。
2024年4月の改編で、同年3月31日をもって放送を終了した『ビート・インザ・ボックス～just the beginning～』の後継枠として2021年4月の再開時と同じ月曜3時枠で約2年ぶりに放送が再開された。その後、番組構成は「つぶやく」というナレーションが無くなっていたが、つぶやくアナウンスがあり、内容は、洋楽のみノンストップで放送するフィラー番組となった。2025年4月の改編で『海蔵亮太のニューラジオ』が月曜3時枠に移動したことに伴って同年3月30日をもって一旦放送が終了されたが、同番組が同年7月の改編に伴って同年6月29日をもって放送が終了したことにより、後継枠として約3ヵ月ぶりに放送を再開した。放送内容はリニューアルされ、スローライフとスローミュージックをコンセプトにして、深夜の寂しさを、優しく包む音楽（ジャズ）とトークの番組となっている。